# El indio norteamericano

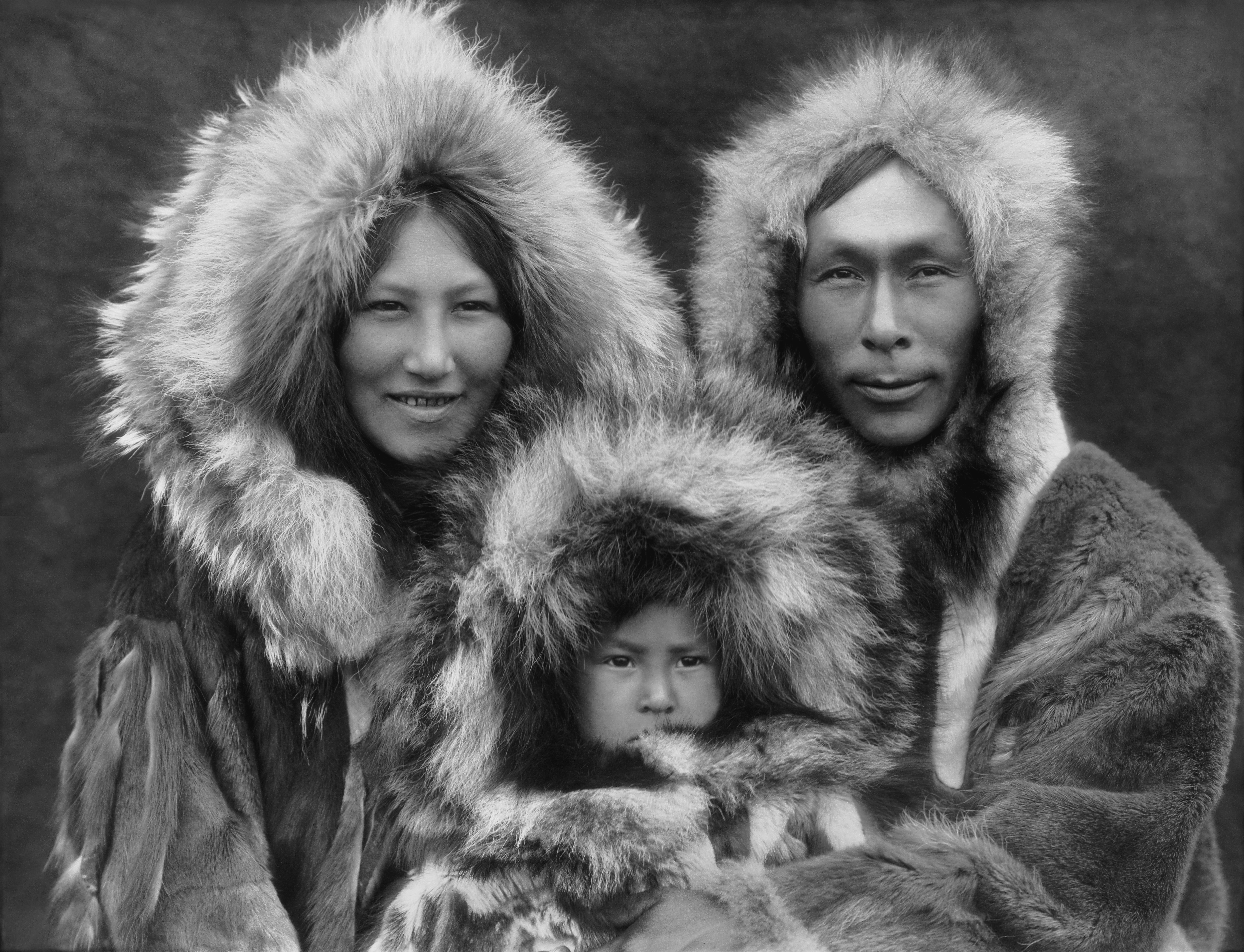
Grupo familiar Noatak, Alaska, 1929.

El indio norteamericano (The North American Indian) es una colección fotográfica realizada por Edward Sheriff Curtis entre 1907 y 1930. Fue una colección muy controvertida en su época y todavía ejerce una gran influencia en la imagen que tiene el ciudadano de Estados Unidos sobre las poblaciones autóctonas de ese país. Curtis deseaba documentar con su trabajo "El estilo de vida tradicional del aborigen estadounidense, sus ceremonias y su forma de vestir." 
La colección consta de cerca de 2000 fotograbados y de los textos que narran costumbres y forma de vida de ochenta tribus. Cada uno de los veinte volúmenes venía acompañado de un portafolios de grabados y estaban organizados por poblaciones y regiones, que incluyen desde las grandes planicies hasta Alaska. Se publicó como edición limitada por suscripción y el precio en la época osciló entre 3000 dólares en 1907 y 4200 dólares en 1924. Solo se vendieron cerca de 200 ejemplares. Los originales de la colección quedaron guardados en un almacén hasta que fueron encontrados en los años 1970.

## Colección digital
La biblioteca de la universidad de Northwestern recibió la donación de una colección completa adquirida por suscripción, y en los años 1990, obtuvo una financiación para realizar la digitalización de la colección, que ahora reposa en la Biblioteca del Congreso de los Estados Unidos.